# Chaetodon bellicosus
 (novembre 2015).
Espèce
Chaetodon bellicosus est une espèce de poisson de la famille des Chaetodontidae.